# Pliva
La Pliva est une rivière de Bosnie-Herzégovine qui s'écoule dans la localité de Jajce où elle rejoint la rivière Vrbas. La rivière forme également une cascade d'environ 20 mètres de haut au niveau de Jajce.

## Description
La rivière prend sa source près de la localité de Šipovo, dans la république serbe de Bosnie en Bosnie-Herzégovine. Elle prend direction de la ville de Jajce où elle forme une cascade. Elle se jette ensuite dans la rivière Vrbas. Cette dernière se jette dans la rivière Save qui est important affluent du fleuve Danube. De par la qualité de ses eaux, la petite rivière est appréciée des pêcheurs locaux.